# Natività di Maria (Giotto)
La Natività di Maria è un affresco (200x185 cm) di Giotto, databile al 1303-1305 circa e facente parte del ciclo della Cappella degli Scrovegni a Padova. È la prima delle Storie di Maria nel registro più alto della parete sinistra, guardando verso l'altare.

## Descrizione e stile
La dedica della cappella alla Vergine della Carità spiega la presenza del ciclo di storie mariane che, sommate a quelle dei genitori Gioacchino e Anna, costituiscono la più estesa rappresentazione fino ad allora dipinta in Italia. Le Storie di Maria, dalla nascita allo sposalizio, si ispirano alla Leggenda Aurea di Jacopo da Varazze. 
Ambientata nella stessa identica abitazione di sant'Anna che appare nell'Annuncio, la scena mostra l'anziana donna che sdraiata nel proprio letto (uguale è anche la coperta a righe), ha appena partorito e riceve la figlia fasciata da una levatrice, mentre una seconda le sta per porgere qualcosa da mangiare. La scena mostra inoltre altri due episodi: in basso due aiutanti hanno appena fatto il primo bagnetto alla neonata e l'hanno fasciata (una tiene ancora in grembo un rotolo di stoffa), mentre all'ingresso dell'abitazione un'altra fantesca riceve da una donna vestita di bianco un pacchetto di panni. 
Le figure hanno un carattere scultoreo, ispirato forse ai pulpiti di Giovanni Pisano, con allungamenti ed eleganze derivate dal gotico francese. Per accentuare maggiormente la profondità prospettica, Giotto dipinse il sostegno delle cortine che circondano il letto con stanghe che formano un rettangolo, appropriatamente scorciato. 
È stato ipotizzato che la donna che porge la bambina, dall'elegante vestito azzurro con bordature dorate, possa essere la moglie di Enrico degli Scrovegni.